# Mercedes de Jesús Molina
Pour les articles homonymes, voir Molina.
Mercedes de Jesús Molina (24 septembre 1828 - 12 juin 1883) est une religieuse catholique équatorienne fondatrice des sœurs de sainte Marianne de Jésus et vénérée comme bienheureuse par l'Église catholique.

## Biographie
Notice du martyrologe romain : À Riobamba, en Équateur, l’an 1883, la bienheureuse Mercédès-Marie de Jésus, au siècle Mercédès Molina, vierge, qui fonda une communauté religieuse dont le but serait d’accueillir et d’éduquer des orphelins pauvres et de les rétablir dans la vie nouvelle de la grâce.

## Béatification
La cause pour la béatification et canonisation de Mercedes de Jesús Molina débute en 1928 dans le diocèse de Riobamba, après l'aval du Saint-Siège. L'enquête diocésaine se clôture le 15 octobre 1954 et envoyée à Rome pour y être étudiée par la Congrégation des rites. 
Le 27 novembre 1981, le pape Jean-Paul II reconnaît l'héroïcité de ses vertus et la déclare vénérable.
C'est le 9 juin 1984 que le pape promulgue un décret reconnaissant l'authenticité d'un miracle attribué à son intercession, ouvrant ainsi la voie à la béatification. Celle-ci est célébrée le 1er février 1985 à Guayaquil par Jean-Paul II, lors de son voyage apostolique en Équateur.

## Sources
- http://nominis.cef.fr/contenus/saint/11817/Bienheureuse-Mercedes-Marie-de-Jesus-Molina.html